# Corticaria fagi
Corticaria fagi là một loài bọ cánh cứng trong họ Latridiidae. Loài này được Wollaston miêu tả khoa học năm 1854.